# الحمامات الرومانية (بريطانيا)

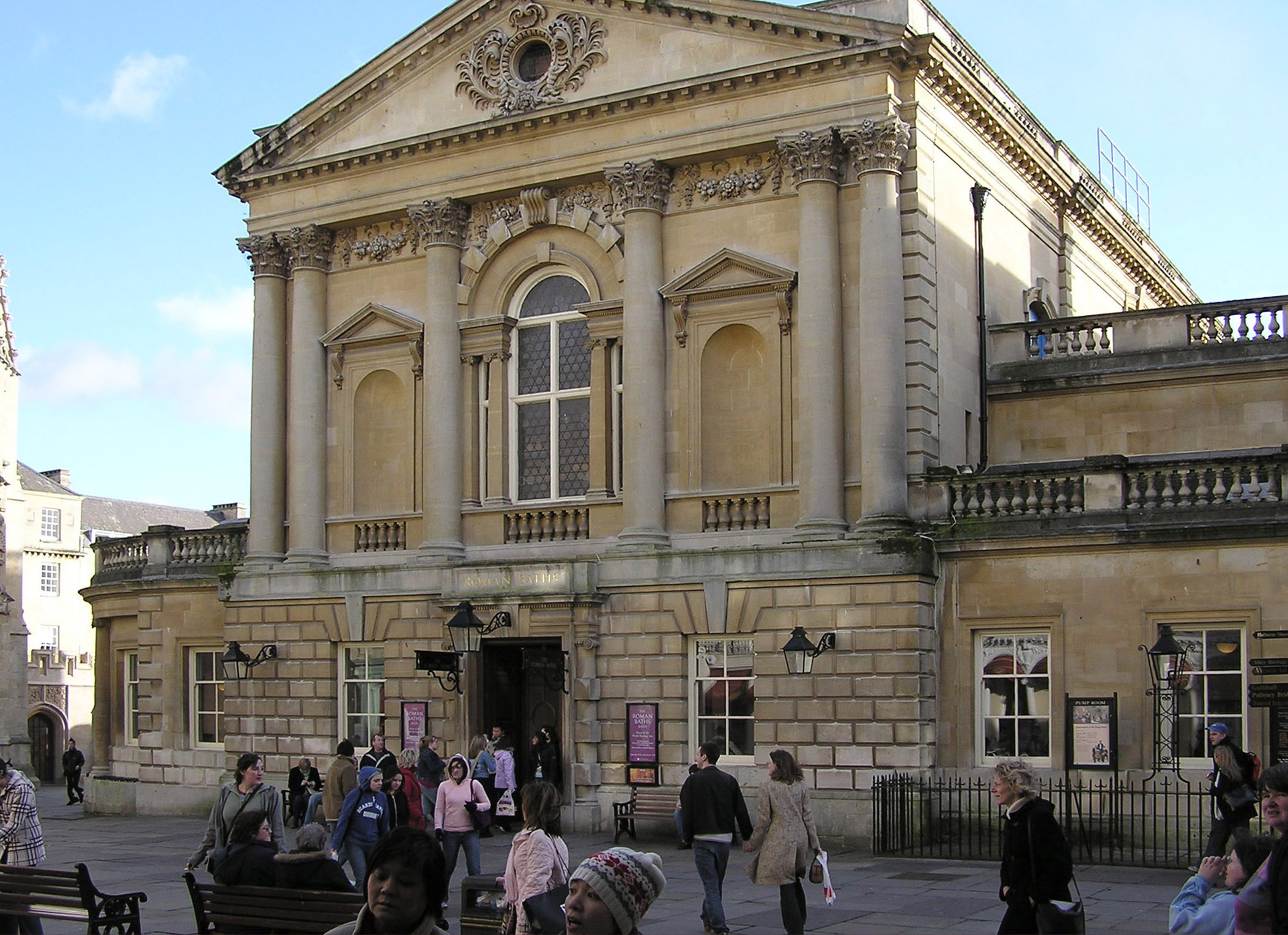
حمامات باث سومرست الرومانية في إنكلترا

هي حمامات حرارية محفوظة جيدًا في مدينة باث، سومرست، إنكلترا. وقد بُني المعبد في الموقع في العقود القليلة الأولى لبريطانيا الرومانية بين الأعوام (60 – 70) ميلادية. وأدى وجوده إلى تنمية مستوطنة رومانية صغيرة تعرف باسم أكوا سوليس  حول الموقع ذاته. وقد صُممت الحمامات الرومانية للاستخدام العام حتى نهاية الحكم الروماني في بريطانيا في القرن الخامس الميلادي. وفقًا لأنجلو ساسكون كرونكيل فقد وجدت الحمامات الرومانية في حالة خراب بعد قرن من الزمان. وأُعيد بناء المنطقة المحيطة بالينابيع عدة مرات في العصور الوسطى المبكرة والمتأخرة.
احتُفظ بالحمامات الرومانية في أربعة معالم رئيسية: الربيع المقدس، المعبد الروماني، الحمامات الرومانية ومتحف يحتوي على قطع أثرية من أكوا سوليس. ومع ذلك فإن تأريخ جميع مباني الشارع تعود إلى القرن التاسع عشر. وهي تُعد مكانًا سياحيًا رئيسيًا في المملكة المتحدة إذ تستقبل مع كراند بامب روم أكثر من 1.3 مليون زائر سنويًا. بوسع الزوار دخول الحمامات و التجول في المتحف ولكن لا يمكنهم دخول المياه.

## الينبوع الحار
يحصل الينبوع على الماء من مياه الأمطار الساقطة على تلال منديب القريبة، التي تتسرب عبر المياه الجوفية إلى عمق (2700-4300) متر. ترفع حرارة باطن الأرض درجة حرارة الماء إلى (69–96) درجة مئوية. وبفعل الضغط ترتفع المياه الساخنة خلال الشقوق والصدوع في الحجر الجيري إلى الحمامات. تشبه هذه العملية نظام تحسين الطاقة الحرارية لباطن الأرض الذي يستفيد من الضغوط العالية ودرجات الحرارة العالية تحت الأرض. يرتفع الماء بدرجة حرارة تبلغ 46 درجة مئوية، بمعدل 1,170,000 لتر يوميًا، سنة 1982 حُفر تجويف جديد لمياه المنتجع الصحي ما وفر مصدرًا نظيفًا وصحيًا لمياه الشرب داخل غرفة المضخة.

### جودة المياه
منحت الملكة إليزابيث الأولى عام 1591 بموجب ميثاق ملكي مسؤولية الينابيع الساخنة إلى باث (Bath). وانتقلت هذه المهمة الآن إلى باث ومجلس شمال شرق سومرست الذي كان يراقب الضغط ودرجات الحرارة ومعدلات التدفق. تحتوي المياه الحرارية على أيونات الصوديوم والكالسيوم والكلوريد والكبريتات بتركيزات عالية.
لم تعد الحمامات الرومانية تُستخدم للاستحمام. في أكتوبر 1978 أصيبت فتاة صغيرة كانت تسبح في الحمام الروماني المرمم مع الدلافين بمرض السحايا، ما أدى إلى إغلاق الحمام عدة سنوات. وقد أظهرت الاختبارات وجود نايجلريا فوليري وهي من مسببات الأمراض المميتة في الماء. منتجع ثيرما باث المبني حديثًا في الموقع وحمام كروس باث الذي جُدد، أفسحا المجال لمحبي الاستحمام في العصر الحديث لتجربة المياه عبر سلسلة من الأحواض المبنية حديثًا.

## الوقاية
إن المنحوتات التي تعود إلى القرن التاسع عشر المتأخر للأباطرة الرومانيين وحكام بريطانيا الرومانية الموضوعة على الشرفة المطلة على الحمام العظيم معرضة خصوصًا لتأثير الأمطار الحامضية وتتم حمايتها بغسلها بمعطف المأوى القرباني كل بضع سنوات. المعروضات داخل المعبد تكون عرضة للهواء الدافئ الذي له تأثير في سحب الأملاح التي تؤدي إلى تآكل الأعمال الحجرية الرومانية. ولحمايتها من ذلك رُكّب نظام تهوية جديد سنة 2006.
سنة 2009 قُدمت منحة قدرها 90,000 جنيه إسترليني إلى مجلس باث وشمال شرق سومرست للمساهمة في إعادة تطوير المعروضات وتحسين التوجه نحو الحمامات الرومانية بواسطة قسم الثقافة والإعلام والرياضة (Wolfson Fund)، الذي تأسس لتعزيز التحسينات في المتاحف وصالات العرض في إنكلترا. مُوّلت منح لاحقة لإنجاز أعمال أخرى لتخطيط وتصميم موقع العرض من قبل شركة متخصصة في لندن هي (Event Communications).